# Liechtenstein op de Olympische Winterspelen 1984
Tijdens de Olympische Winterspelen van 1984, die in Sarajevo (Joegoslavië) werden gehouden, nam Liechtenstein voor de tiende keer deel.

## Medailleoverzicht
| Sport       | Olympiër       | Discipline       | Medaille |
| ----------- | -------------- | ---------------- | -------- |
| Alpineskiën | Andreas Wenzel | reuzenslalom (m) | Brons    |
| Alpineskiën | Ursula Konzett | slalom (v)       | Brons    |

## Deelnemers en resultaten

### Alpineskiën
| Olympiër       | Discipline       | Resultaat | Prestatie                       |
| -------------- | ---------------- | --------- | ------------------------------- |
| Paul Frommelt  | slalom (m)       | dq-1      | diskwalificatie run 1           |
| Hubert Hilti   | afdaling (m)     | 36e       | 1.50,94 (+5,35)                 |
| Hubert Hilti   | reuzenslalom (m) | dnf-1     | opgave run 1                    |
| Mario Konzett  | reuzenslalom (m) | dnf-1     | opgave run 1                    |
| Mario Konzett  | slalom (m)       | dnf-1     | opgave run 1                    |
| Günther Marxer | afdaling (m)     | 13e       | 1.47,43 (+1,84)                 |
| Günther Marxer | reuzenslalom (m) | 23e       | 2.48,79 (+7,61) 1.24,78+1.24,01 |
| Günther Marxer | slalom (m)       | dnf-1     | opgave run 1                    |
| Andreas Wenzel | reuzenslalom (m) | Brons     | 2.41,75 (+0,57) 1.20,64+1.21,11 |
| Andreas Wenzel | slalom (m)       | dnf-1     | opgave run 1                    |
|                |                  |           |                                 |
| Jolanda Kindle | afdaling (v)     | 25e       | 1.16,89 (+3,53)                 |
| Jolanda Kindle | reuzenslalom (v) | dq-1      | diskwalificatie run 1           |
| Jolanda Kindle | slalom (v)       | 17e       | 1.46,43 (+9,96) 53,13+53,30     |
| Ursula Konzett | reuzenslalom (v) | dnf-2     | opgave run 2                    |
| Ursula Konzett | slalom (v)       | Brons     | 1.37,50 (+1,03) 48,81+48,69     |
| Petra Wenzel   | reuzenslalom (v) | 19e       | 2.24,94 (+3,96) 1.11,26+1.13,68 |
| Petra Wenzel   | slalom (v)       | dnf-2     | opgave run 2                    |

### Langlaufen
| Olympiër          | Discipline | Resultaat | Prestatie         |
| ----------------- | ---------- | --------- | ----------------- |
| Konstantin Ritter | 15 km (m)  | 42e       | 45.41,5 (+4.15,9) |

### Rodelen
| Olympiër          | Discipline | Resultaat | Prestatie                                             |
| ----------------- | ---------- | --------- | ----------------------------------------------------- |
| Wolfgang Schädler | mannen     | 11e       | 3.06,997 (+2,739) (46,815 / 47,019 / 46,654 / 46,509) |

Andorra · Argentinië · Australië · België · Bolivia · Bondsrepubliek Duitsland · Britse Maagdeneilanden · Bulgarije · Canada · Chili · China · Chinees Taipei · Costa Rica · Cyprus · Duitse Democratische Republiek · Egypte · Finland · Frankrijk · Griekenland · Groot-Brittannië · Hongarije · IJsland · Italië · Japan · Joegoslavië · Libanon · Liechtenstein · Marokko · Mexico · Monaco · Mongolië · Nederland · Nieuw-Zeeland · Noord-Korea · Noorwegen · Oostenrijk · Polen · Puerto Rico · Roemenië · San Marino · Senegal · Sovjet-Unie · Spanje · Tsjecho-Slowakije · Turkije · Verenigde Staten · Zuid-Korea · Zweden · Zwitserland